# Zemský okres Garmisch-Partenkirchen
Zemský okres Garmisch-Partenkirchen (německy Landkreis Garmisch-Partenkirchen) je zemský okres v německé spolkové zemi Bavorsko, ve vládním obvodu Horní Bavorsko. Sídlem správy zemského okresu je město Garmisch-Partenkirchen. Má přibližně 79 tisíc obyvatel. 

## Města a obce
| Města: 1. Garmisch-Partenkirchen 2. Mittenwald 3. Murnau am Staffelsee | Obce: 1. Bad Bayersoien 2. Bad Kohlgrub 3. Eschenlohe 4. Ettal 5. Farchant 6. Grainau 7. Großweil 8. Krün 9. Oberammergau 10. Oberau 11. Ohlstadt 12. Riegsee 13. Saulgrub 14. Schwaigen 15. Seehausen am Staffelsee 16. Spatzenhausen 17. Uffing am Staffelsee 18. Unterammergau 19. Wallgau |

nezařazené území: Ettaler Forst